# Dale Earnhardt Jr. Jr.
Dale Earnhardt Jr. Jr. ist eine US-amerikanische Band aus Detroit, Michigan. Sie ist dem Indierock zuzuordnen und hat sich nach dem Rennfahrer Dale Earnhardt junior benannt.

## Geschichte
Die Band wurde im Jahr 2007 von den beiden Musikern Daniel Zott und Joshua Epstein gegründet, ehe wenig später Mike Higgins zu den beiden stieß. Ihre ersten Aufnahmen entstanden in Zotts Zuhause in Royal Oak.
Ihre erste EP Horse Power veröffentlichte die Gruppe am 13. Juni 2010, bereits am 2. November desselben Jahres folgte mit My Love Is Easy: Remixes Pt.1 ein weiteres Extended Play. Das Debütalbum der Band, It's a Corporate World, wurde am 7. Juni 2011 veröffentlicht. Dieses wurde positiv von der Fachpresse und verschiedenen Musikmagazinen aufgenommen und erhielt bei Pitchfork eine Wertung von 6,0, das Paste Magazine vergab eine 8,5-Punkte-Wertung.

## Diskografie

### Alben
- It's a Corporate World (Juni 2011)
- The Speed of Things (Oktober 2013)

### EPs
- Horse Power (Juli 2010)
- My Love Is Easy: Remixes Pt.1 (November 2010)

### Singles
- Morning Thought (nur als Download verfügbar, April 2011)
- Simple Girl (nur als Download verfügbar, September 2011)

## Trivia
- Laut dem ESPN-Magazin ist Dale Earnhardt Jr. selbst ein Fan der Band. Die Band schickte ihm eine E-Mail, in der sie versicherte, sich nicht über ihn lustig zu machen und hing zudem einige Lieder an.[2]